# 日本中学校体育联盟
公益財團法人日本中學校體育聯盟（日语：公益財団法人日本中学校体育連盟），簡稱中體聯（NJPA），是日本負責其境內中學校體育活動相關事務的財團法人。其目的在於發展校內體育社團、促進中學生身心健康發育並建立良好的人際關係。

## 發展沿革
- 1955年，日本中學校體育聯盟成立；其宗旨是在中學教育階段開展保健體育授課及推廣體育社團活動。
- 1989年，日本中學校體育聯盟於2月註冊為財團法人。
- 2011年，3月獲得公益財團法人資格，4月改名為公益財團法人日本中學校體育聯盟。

## 關聯項目
- 全国中学校体育大会
- 全國高等學校體育聯盟

## 外部連結
- 官方网站（日語）